# Lidia Wysocka
Lidia Wysocka (1916. június 24. – Varsó, 2006. január 2.) lengyel színházi és filmszínésznő.

## Filmjei
- Kochaj tylko mnie (1935)
- Papa się żeni (1936)
- Wrzos (1938)
- Ostatnia brygada (1938)
- Gehenna (1938)
- Serce matki (1938)
- Doktór Murek (1939)
- Złota Maska (1939)
- Irena do domu! (1955)
- Sprawa pilota Maresza (1955)
- Nikodem Dyzma (1956)
- Rozstanie (1960)
- Sekret (1973)
- Zaczarowane podwórko (1974)
- W obronie własnej (1981)